# Sainte-Gemmes-sur-Loire
Sainte-Gemmes-sur-Loire är en kommun i departementet Maine-et-Loire i regionen Pays de la Loire i nordvästra Frankrike. Kommunen ligger i kantonen Les Ponts-de-Cé som tillhör arrondissementet Angers. År 2022 hade Sainte-Gemmes-sur-Loire 3 617 invånare.

## Befolkningsutveckling
Antalet invånare i kommunen Sainte-Gemmes-sur-Loire
| Referens: INSEE |